# Campeonato Gaúcho 1930
In 1930 werd het tiende Campeonato Gaúcho gespeeld voor voetbalclubs uit de Braziliaanse staat Rio Grande do Sul. Er werden regionale competities gespeeld en de kampioenen ontmoetten elkaar in de finaleronde die gespeeld werd van 1 tot 29 maart 1931. De competitie werd pas in 1931 gespeeld wegens de revolutie van 1930 in Brazilië. Grêmio en Pelotas speelden de finale. Nadat Pelotas een derde penalty toegewezen kreeg in de tweede helft verliet Grêmio het veld, waarop Pelotas later de titel kreeg. 

## Voorronde
14 de Julho en Guarani de Alegrete werden na hun wedstrijd beide uitgesloten omdat de inschrijvingen van hun spelers niet in orde waren. 
|                        |        |       |               |  |
| 1 maart 1931 Voorronde | Grêmio | 4 – 0 | Novo Hamburgo |  |
| 1 maart 1931 Voorronde |        |       |               |  |

|                         |             |       |                     |  |
| 22 maart 1931 Voorronde | 14 de Julho | 2 – 3 | Guarani de Alegrete |  |
| 22 maart 1931 Voorronde |             |       |                     |  |

## Finale
|                      |                 |       |                          |                          |
| 29 maart 1931 Finale | Grêmio          | 3 – 3 | Pelotas                  | Eucaliptos, Porto Alegre |
| 29 maart 1931 Finale | Nenê , Foguinho |       | pen', pen', pen' Marcial | Eucaliptos, Porto Alegre |

|  | Grêmio | Pelotas |

## Kampioen
| Campeonato Gaúcho de 1930   |
| Porto Alegre                |
| --------------------------- |
| PELOTAS Kampioen (1° titel) |